# Borków (województwo mazowieckie)
Borków – wieś sołecka w Polsce położona w województwie mazowieckim, w powiecie otwockim, w gminie Kołbiel.
Wieś szlachecka Borkowo położona była w drugiej połowie XVI wieku w powiecie garwolińskim  ziemi czerskiej województwa mazowieckiego. W latach 1975–1998 miejscowość administracyjnie należała do województwa siedleckiego. 
Od 1985 roku na terenie wsi znajduje się wiele letnisk-działek mieszkańców Warszawy.
W miejscowości podtrzymywane są dawne tradycje kultury ludowej tego obszaru, czyli przede wszystkim tkactwo i wycinanki.
Wierni Kościoła rzymskokatolickiego należą do parafii Świętej Trójcy w Kołbieli.